# Episodi di Crash Canyon (seconda stagione)
La seconda stagione della serie animata Crash Canyon è andata in onda in Canada dal 13 gennaio 2013 al 3 marzo 2013, mentre in Italia è stata trasmessa nel 2012 su MTV.

## Episodi
| #  | INT # | Titolo originale                                        | Titolo                           | Prima TV Canada  | Prima TV Italia |
| -- | ----- | ------------------------------------------------------- | -------------------------------- | ---------------- | --------------- |
| 23 | 3     | Sheila Could Use a Nap                                  | Sheila dovrebbe fare un pisolino | 10 febbraio 2013 | 17 marzo 2012   |
| 22 | 5     | Chillaxin' Chutney                                      | Il chutney rilassante            | 3 febbraio 2013  | 24 marzo 2012   |
| 25 | 10    | He's The Mayor                                          | Elezioni nel canyon              | 24 febbraio 2013 | 7 aprile 2012   |
| 20 | 12    | Mr. Crash Canyon                                        | Mister Crash Canyon              | 20 gennaio 2013  | 14 aprile 2012  |
| 19 | 16    | The Curse of the Monkey                                 | Epidemia nel canyon              | 13 gennaio 2013  | 28 aprile 2012  |
| 24 | 22    | Over-flubbed                                            | Crisi nel canyon                 | 17 febbraio 2013 | 29 luglio 2012  |
| 26 | 23    | Trash Canyon                                            | Discari Canyon                   | 3 marzo 2013     | 5 agosto 2012   |
| 21 | 26    | Less Than 127 Hours aka For the Love of God Die Already | Ultime ore nel Canyon            | 27 gennaio 2013  | 26 agosto 2012  |

## Sheila dovrebbe fare un pisolino
- Titolo originale: Sheila Could Use a Nap

Il sole batte contro la roulotte e Sheila non riesce a dormire, diventando anche nervosa e irascibile.